# Mare aux Vacoas
Mare aux Vacoas es la mayor reserva de agua en la Isla y nación del océano Índico de Mauricio. Se encuentra en Wilhems Plaines, unas llanuras al suroeste de la isla, y  al sur de la ciudad de Curepipe. Tiene una capacidad de 25.89 M³ y abastece de agua a la parte superior de Wilhems Plaines y a Moka.
Es más o menos rectangular, tiene alrededor de tres kilómetros cuadrados de superficie, que también sirve para generar energía, ya que existe cerca una represa de un centenar de metros de largo.  El drenaje para el Océano Índico, lo hace a través de la Rivière du Poste.  El lago está rodeado por bosques, incluidos los pinos.